# سروکاج کالدونیای جدید
سروکاج کالدونیای جدید (نام علمی: Callitris neocaledonica) نام یک گونه از سرده سروکاج‌ها است.